# Kočerin
 Ovo je glavno značenje pojma Kočerin. Za naselje u općini Široki Brijeg, BiH pogledajte Kočerin (Široki Brijeg, BiH).
Kočerin je povijesno područje u zapadnoj Hercegovini između Posušja i Širokog Brijega.
Obuhvaća naselja Kočerin, Ljubotići, Crne Lokve, Rujan, Privalj, Podvranić, Kolobarića Dolac, Gornji Mamići.

## Stanovništvo
Broj stanovnika Kočerina se od polovice 20. stoljeća konstantno smanjivao. Danas u njemu živi oko 3.000 ljudi.

## Znamenitosti
Poznata je Kočerinska ploča, koja datira iz 1406. godine, na kojoj Viganj u kamenu piše svoju oporuku, zapravo nadgrobni spomenik. Kočerinska ploča je premještena s originalne lokacije nalazišta i ugrađena u zgradu župnoga stana na Kočerinu. Uz obljetnicu 600 godina prvoga spomena Kočerina napravljena je replika u prirodnoj veličini i postavljena na mjesto mjesto gdje je ploča nađena.
Kočerin ima jedinstven spomenik ugrađen u pročelje župne crkve, najveći mozaik sv. Franje na svijetu, visok 25 m i djelo je prof. Ante Starčevića.

## Šport
Od 1979. održava se Petrovdanski malonogometni turnir, najstariji malonogometni turnir u Hercegovini.